# Madagaskarkärrhök
Madagaskarkärrhök (Circus macrosceles) är en fågel i familjen hökar inom ordningen hökfåglar.

## Kännetecken

### Utseende
Madagaskarkärrhöken är en stor (54–59 cm) kärrhök med långa vingar och lång stjärt. Hanen har svart på vingens framkant, handpennor och mantel, på huvud, stjärt och armpennor gråare och med svartaktigt huvud. Övergumpen är vit. Honan är brunare med tydliga band under handpennorna och på stjärten.
Arten är lik réunionkärrhöken och behandlades tidigare som en underart till denna. Madagaskarkärrhöken skiljer sig dock genom tydligt mindre storlek men längre klor, hos hanen svart på huvudet istället för svarta och vita streck samt inga tvärband på handpennorna och endast ett mörkt subterminalt band på stjärten jämfört med réunionkärrhökens fyra. Hos honan är vingarna jämnbruna, ej ljust brungrå med mörka streck på täckarna och bandade vingar. Vidare är övergumpen hos hanen vit och bandad hos honan, medan det omvända råder hos réunionkärrhöken.

### Läten
Arten är tystlåten utom under häckningstid, då hanen yttrar ett ”koue” under spelflykt.

## Utbredning och systematik
Madagaskarkärrhök återfinns på Madagaskar och i ögruppen Komorerna. På Mayotte är den troligen endast en mycket sällsynt gäst. Tidigare behandlades den som underart till réunionkärrhöken (C. maillardi) men urskiljs numera allmänt som egen art.
Genetiska studier visar vidare att kärrhökarna är inbäddade i höksläktet Accipiter så som det är traditionellt är konstituerat. De står faktiskt närmare duvhöken genetiskt än vad den senare står nära sparvhöken. Det medför att antingen bör de distinkta kärrhökarna inkluderas i Accipiter eller så bör Accipiter delas upp i flera mindre släkten. Inga internationella taxonomiska auktoriteter har dock ännu implementerat resultaten från studierna i deras taxonomier.

## Levnadssätt
Madagaskarkärrhöken hittas i olika öppna områden som våtmarker, gräsmarker, savann, risfält och skogsbryn. Födan verkar huvudsakligen bestå av insekt, men även ormar, fåglar och ödlor. Den inleder bobygge från slutet av augusti till slutet av oktober under torrsäsongen på Madagaskar och i oktober i Komorerna.

## Status och hot
Madagaskarkärrhöken är en mycket fåtalig fågel med en världspopulation som uppskattas till endast mellan 100 och 250 vuxna individer. Den tros dessutom minska i antal, huvudsakligen på grund av habitatförlust och förföljelse. IUCN kategoriserar arten som starkt hotad.